# Transformateur d'essai
Un transformateur d'essai (Prüftransformator en allemand) est un type de transformateur électrique spécialement conçu pour atteindre de très hautes tensions alternatives. Il sert de source de tension dans les laboratoires de haute-tension, où est testé le matériel électrique. Il permet notamment de mesurer la qualité de l'isolation électrique.

## Idée

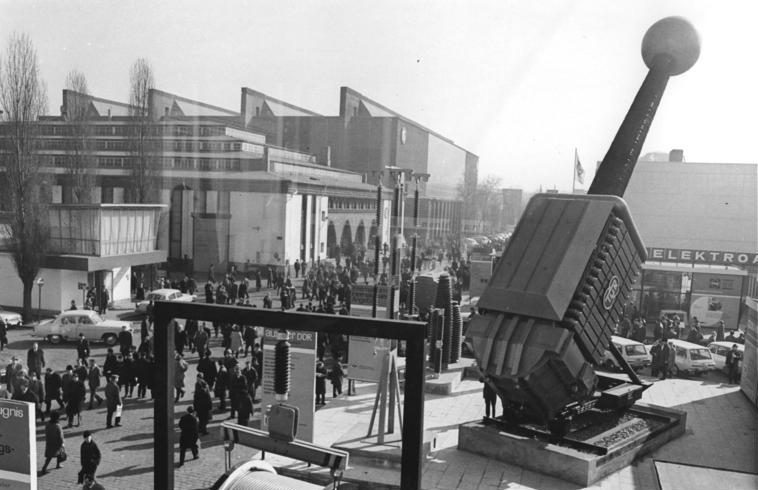
Transformateur d'essai de 1,2-MV-Prüftransformator sur la foire de Leipzig.

À la différence d'un transformateur de puissance, un transformateur d'essai ne doit pas délivrer une grande puissance de manière prolongée, le courant nominal est en général assez limité. La seconde différence est qu'un transformateur d'essai est le plus souvent monophasé avec un très grand facteur de conversion : la tension au secondaire est beaucoup plus élevée que la tension au primaire. Ainsi on peut atteindre des tensions allant jusqu'au MV. En effet, pour tester du matériel haute-tension et en connaître les limites, il faut être capable de produire une tension supérieure à sa tension nominale d'utilisation. Ci-dessous sont listées les principales différences entre transformateurs de puissance et transformateurs d'essai :
| transformateur de puissance                                                                                               | transformateur d'essai                                                                                     |
| --- | --- |
| l'augmentation de la valeur de la tension a pour but d'optimiser les pertes de transport de l'électricité dans les lignes | l'augmentation de la valeur de la tension a pour but de tester des cas limites pour le matériel électrique |
| Triphasé | Monophasé                                                                                                  |
| Puissance nominale jusqu'à plusieurs GW                                                                                   | Puissance nominale jusqu'à quelques MW                                                                     |
| facteur de conversion allant de 5 à 50                                                                                    | facteur de conversion allant de 400 à 1500                                                                 |
| impédance de fuite inferieure à 15 %                                                                                      | impédance de fuite de 15 % à 25 %                                                                          |
| Fonctionnement continu, souvent à puissance nominales                                                                     | Fonctionnement intermittent, souvent la charge est transitoire                                             |

À cause de leur grand facteur de conversion l'isolation d'un transformateur d'essai est déterminante. Le plus souvent, ils sont remplis d'huile afin d'isoler électriquement les parties entre elles. Le noyau magnétique du transformateur est soit relié à la terre, ce qui suppose de l'isoler du bobinage avec une isolation électrique onéreuse. Soit, il est relié à la moitié du potentiel, ce qui impose de l'isoler de la terre.

Schéma d'un transformateur d'essai en cascade.

Si l'on veut atteindre de très haute tension on se retrouve confronté au problème de la taille de l'isolation qui devient disproportionnée. Pour contourner le problème, il existe la solution de mettre d'affilié deux transformateur d'essai, on dit qu'on les mets « en cascade ». Le branchement est expliqué sur le schéma ci-contre. On peut distinguer trois types de bobinages : le primaire (E sur le schéma), le secondaire (H sur le schéma) et les bobines de couplage (K). Le rapport de conversion primaire/couplage est de 1.
Le second transformateur TR2 est isolé de la terre par une plateforme, en effet il se trouve au potentiel U{\displaystyle _{HV}} du secondaire du premier transformateur. Les deux secondaires des transformateurs étant en série, on récupère une tension finale de 2*U{\displaystyle _{HV}}, donc deux fois supérieure à la tension qu'on aurait eu avec un seul transformateur. On peut théoriquement répéter l'opération avec plus de deux transformateur afin de multiplier la tension de sortie par autant de fois qu'il y a de transformateurs.
Sur le plan des inconvénients, il faut noter que le premier transformateur est fortement contraint thermiquement, une puissance deux fois supérieure à celle du second transformateur le traversant. De plus, le courant de court-circuit augmente avec le nombre de transformateurs en cascade, pour ces deux raisons le nombre de transformateur d'essais en cascade est dans la pratique limité à 3.

## Autres applications
À côté des fonctions de source de tension alternative, le transformateur d'essai peut aussi servir à alimenter un multiplieur de tension qui délivre une tension continue.

## Résonance
Souvent les transformateurs d'essai alimente une charge capacitive. un transformateur étant basiquement une grosse inductivité, on comprend facilement qu'il se produit des phénomènes de résonance (voir Circuit RLC), si on travaille à des fréquences proches de la fréquence de résonance définie par :
{\displaystyle \omega _{0}^{2}={\frac {1}{L\cdot C}}}
Il faut faire attention à ces problèmes si on veut garantir la linéarité de la conversion de la tension.